# インドール-5,6-キノン
インドール-5,6-キノン（英語: indole-5,6-quinone）は、インドールキノンの1つで、バナナなど果物の酸化的褐変反応で見られる化合物であり、チロシナーゼ型ポリフェノールオキシダーゼがチロシンとカテコールアミン類からカテコールメラニンを形成する。多くのキノン類と同様に、対応する5,6-ジヒドロキシインドールを経由して酸化還元反応を起こすことができる。